# Edouard Castres

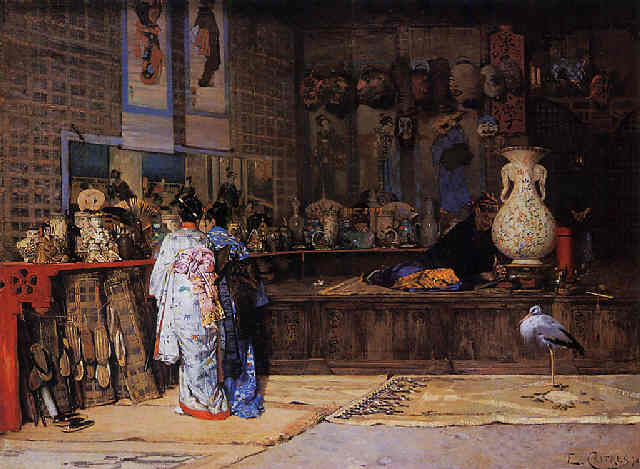
Japanischer Markt (1870)

Édouard Castres (* 21. Juni 1838 in Genf; † 28. Juni 1902 in Annemasse) war ein Schweizer Maler, bekannt wurde er hauptsächlich mit dem Bourbaki-Panorama.

## Leben
Edouard Castres wurde als Sohn von Alexandre Paul Castres und dessen Frau Marie Josette Rigaud geboren. Nach einer Ausbildung zum Email- und Keramikmaler bei Justin Dupont in Genf nahm er bei Barthélemy Menn Unterricht in Ölmalerei, einer Technik, der er sich fortan hauptsächlich bediente. Er studierte ab 1859 an der École des Beaux-Arts in Paris und arbeitete in den Ateliers von Hippolyte Flandrin und Émile Signol. Nach einem kurzen Aufenthalt in Genf kehrte er nach Paris zurück, um sich bei Michel Zamacoïs y Zabada in der Figurenmalerei auszubilden. Als Künstler befasste sich Castres mit Vorliebe mit militärischen Themen und der Genremalerei.
Während des Deutsch-Französischen Krieges von 1870 bis 1871 diente Castres in Le Havre und in Südfrankreich als Sanitäter des Roten Kreuzes. Im späteren Kriegsverlauf kam er an die östliche Front, wo General Charles Denis Bourbaki das Kommando über die Armée de l’Est ausübte und sich vom 1. bis zum 3. Februar 1871 gezwungen sah, mit seinen Einheiten die Schweizer Grenze zu übertreten. In den verschneiten Höhen des Jura wurde die Armée de l'Est entwaffnet und interniert. Nachdem Castres 1868 in Genf und 1872 am Salon de Paris erste Anerkennung erhalten hatte, gelang ihm mit L'Entrée de l'armée française aux Verrières, das als Bourbaki-Panorama bekannt wurde, 1881 der künstlerische und geschäftliche Durchbruch. Das monumentale Rundgemälde befindet sich seit 1889 in Luzern. 1877 hatte er Eugénie Miffon geheiratet und lebte mit ihr seitdem in Étrembières in Savoyen. Die Spätphase seines Schaffens prägten erneut monumentale Arbeiten, wie das Werk Grande revue sur la plaine de Plainpalais vers 1840, das 1898 für das Stadthaus von Plainpalais entstand, oder die Ausmalung des Frieses am Hôtel des Exercices de l'Arquebuse et de la Navigation von 1900.